# 長谷川玲奈
長谷川玲奈（日语：／ Hasegawa Rena，2001年3月15日—）是日本女聲優、藝人。出身自新潟縣胎内市。NGT48前成員。經紀公司為Crocodile。

## 配音作品

### 電視動畫
2020年
- 達爾文遊戲（女玩家B）
- 試證明理科生已墜入情網。（女子）
- 小邪神飛踢'（職員）

2021年
- WIXOSS DIVA(A)LIVE（犬宮羅羅 / VJ.WOLF）
- 再見了，我的克拉默（加古川香梨奈、女學生）
- 如果這叫愛情感覺會很噁心（天草理緒）
- 終末的後宮（女性看護師A）

2022年
- 終末的後宮（職員C、女子B、女性B、女性職員A、女子）
- 試證明理科生已墜入情網。r=1-sinθ（神樂野春）
- 小邪神飛踢X（アトレ）

2024年
- RINKAI!（彌彥巫子[1]）
- 精靈小姐瘦不了（黑枝[2]）

2025年
- 這是妳與我的最後戰場，或是開創世界的聖戰 Season II（尤米莉夏[3]）

### 劇場動畫
2021年
- 電影 再見了，我的克拉默 First Touch（戶塚守門員）

2022年
- 劇場版IDOL舞SHOW（掛川こころ）

### 遊戲
2021年
- 怪物彈珠（2021年 - 2024年 曳手＆單節〈曳手〉[4]、魯冰花[5]）
- 崩壞3（長光[6]）

## 外部連結
- 經紀公司個人資料頁（日語）
- 長谷川玲奈的X（前Twitter）
- 長谷川玲奈的Instagram帳戶

1. ↑  . 株式會社MIXI. 2023-11-27  [2023-11-27]. （原始内容存档于2023-11-30） （日语）.
2. ↑  . Comic Natalie. 2024-03-14  [2024-03-14]. （原始内容存档于2024-03-14） （日语）.
3. ↑  . Comic Natalie. 2025-05-06  [2025-05-06] （日语）.
4. ↑  crocodile_staff的2021年10月21日的推文、. Retrieved 2022-02-24.
5. ↑  bbg_hasegawa315的2024年11月2日的推文、. Retrieved 2024-11-02.
6. ↑  @houkai3rd.  (推文). 2021-10-02  [2021-10-02] –Twitter.